# シェーン・スミス
シェーン・ジェフリー・スミス（Shane Jeffrey Smith, 2000年4月4日 - ）は、アメリカ合衆国マサチューセッツ州ダンバース出身のプロ野球選手（投手）。右投左打。MLBのシカゴ・ホワイトソックス所属。

## 経歴

### プロ入りとブルワーズ傘下時代
2021年のMLBドラフトでは指名がなく、ドラフト後の7月27日にミルウォーキー・ブルワーズと契約してプロ入り。
2022年にルーキー級アリゾナ・コンプレックスリーグ・ブルワーズでプロデビューを果たした。
2023年はA級カロライナ・マドキャッツ、A+級ウィスコンシン・ティンバーラトラーズ、AA級ビロクシ・シャッカーズでプレーした。3球団合計38試合に登板し、7勝4敗、防御率1.96、86奪三振、10セーブを記録した。
2024年はAA級ビロクシでスタートし、シーズン途中にAAA級ナッシュビル・サウンズに昇格した。2球団合計32試合に登板し、6勝3敗、防御率3.05、113奪三振を記録した。

### ホワイトソックス時代
2024年12月11日、ルール・ファイブ・ドラフトでシカゴ・ホワイトソックスから指名され、移籍した。
2025年3月20日、開幕ロースター入りが発表された。4月1日のミネソタ・ツインズ戦でMLBデビューを果たした。

## 詳細情報

### 背番号
- 64（2025年 - ）